# Selmer 10S

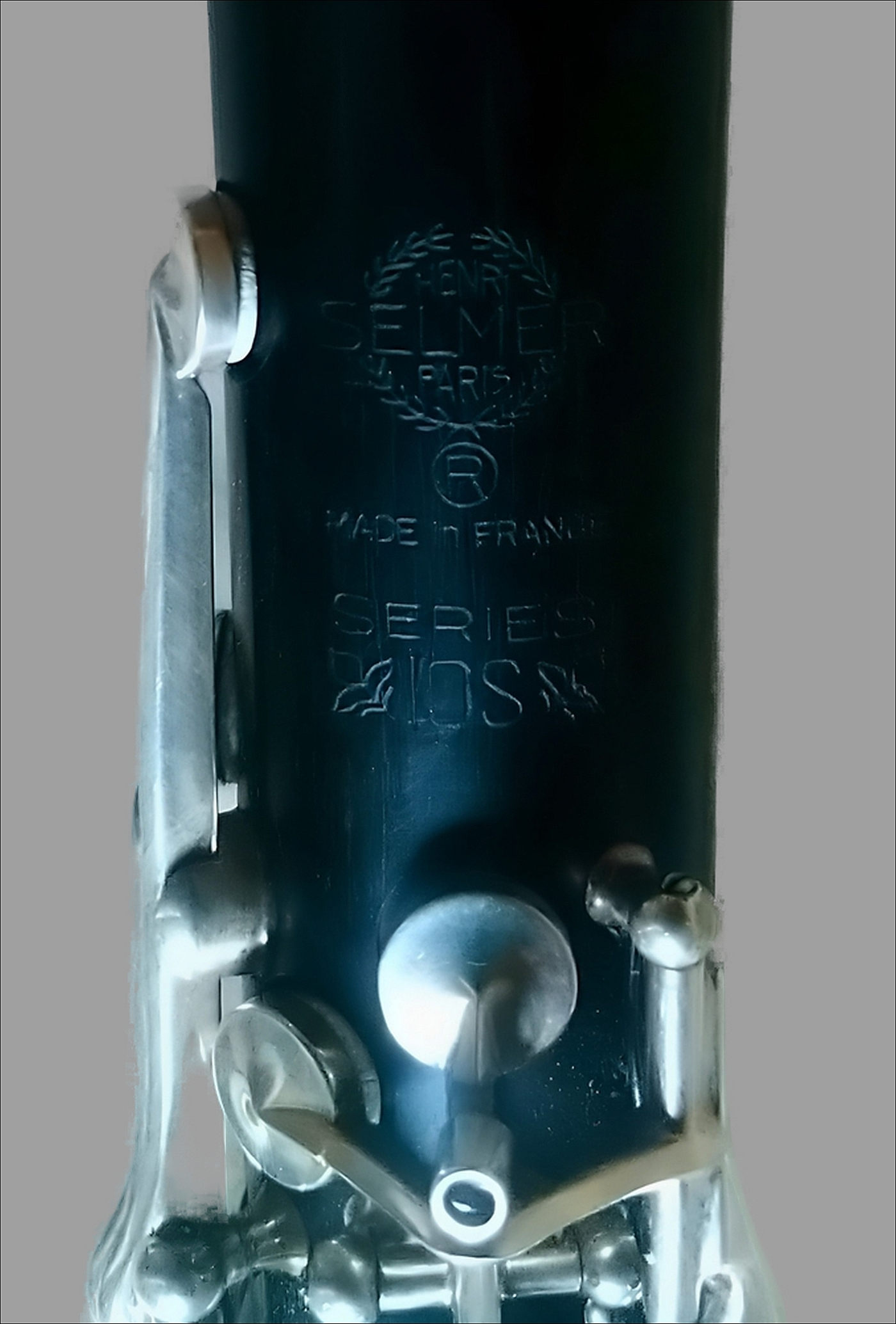
Clarinette 10S, logo sur le corps du haut.

La clarinette Selmer 10S est un modèle professionnel mis au point en avril 1977 avec la participation de Guy Dangain. Elle succède à la « série 10 » lancée en 1968 et précède les séries «10S II », entièrement repensée avec une perce plus petite, et « Récital » lancée en 1984, avec des parois épaisses et une sonorité « germanique ».
La série 10S est emblématique des années 1980 de la marque Henri Selmer Paris et était fabriquée dans les usines de Mantes-la-Ville jusqu'en 1996. La série 10S existe en différents modèles :

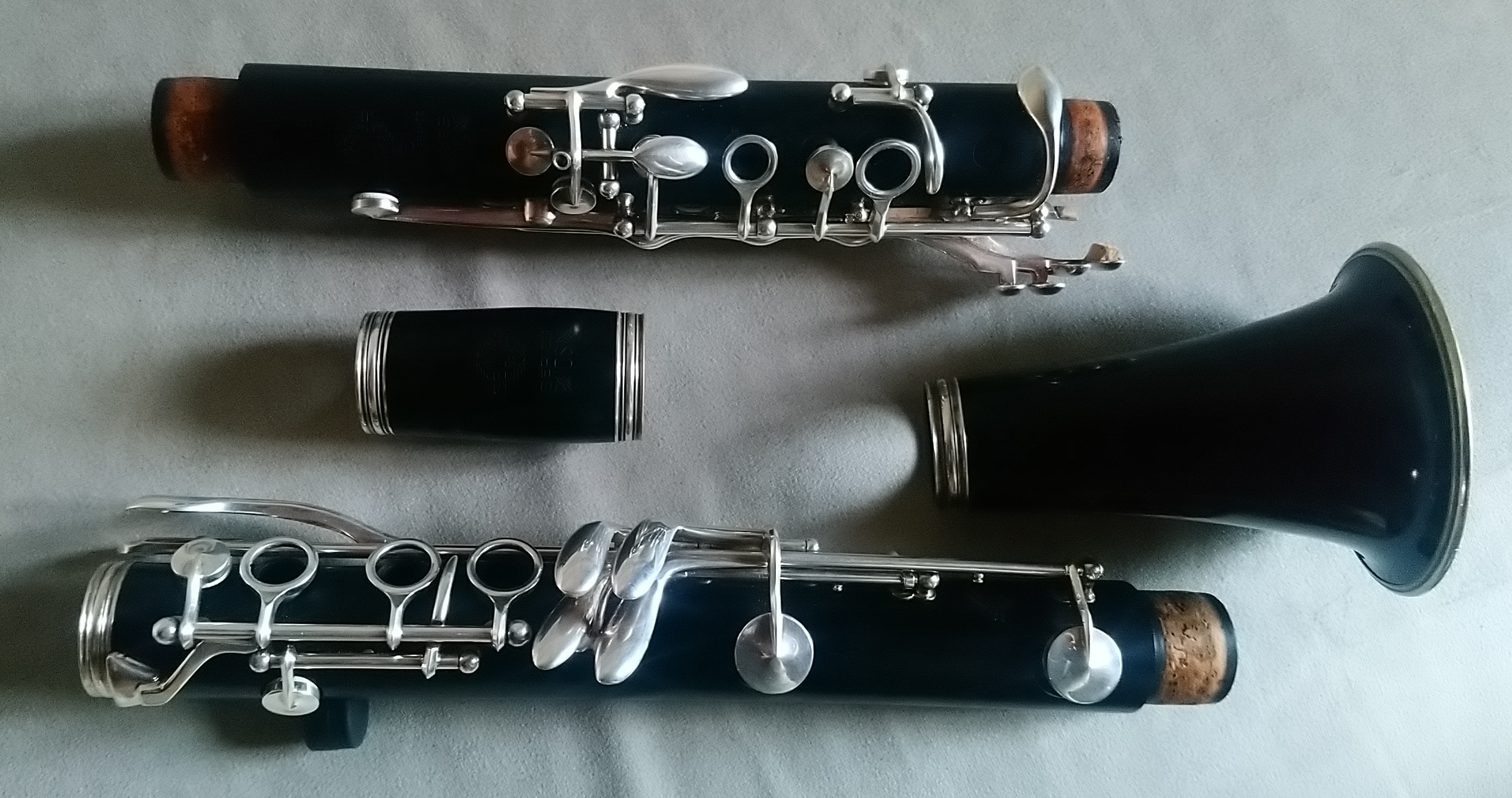
Clarinette 10S en si bémol, démontée.

- clarinettes soprano en tonalité si bémol :
  - no 1 : modèle standard système Boehm, 17 clés-6 anneaux,
  - no 2 : avec si bémol fourche, 17 clés-7 anneaux,
  - no 6 : avec sol dièse articulé, si bémol fourche, levier renvoi de mi bémol /sol dièse, 19 clés-7 anneaux,
  - no 8 : Full-Boehm descendant au mi bémol grave, 20 clés-7 anneaux,
  - no 8 SM, système Marchi, 20 clés-7 anneaux[b],[3],[4]
- clarinettes soprano en tonalité la :
  - no 11
- et également clarinette en la de basset descendant au do grave[5].

Elle dispose d'un clétage en maillechort forgé, généralement argenté, ou nickelé, avec des tampons en baudruche, et d'un corps, d'un pavillon et de deux barillets (64,5 mm, 66,5 mm) en bois de grenadille du Mozambique. Le support de pouce est fixe.
Ce modèle est très polyvalent et offre un son ample et large adapté aussi bien à la musique classique qu'au jazz grâce à une perce droite relativement étroite de 14,6 mm en rupture avec les perces larges des modèles historiques comme la  « Centered Tone » (15,3 mm) ou la « série 9 » (15,1 mm). Elle dispose d'un timbre spécifique.
La clarinette 10S était fortement appréciée des jazzmen pour sa puissance de projection du son et a connu un grand succès en France et aux États-Unis.
Bien que considérées désormais comme des modèles vintage, les clarinettes 10S sont recherchées par les musiciens avertis et les collectionneurs. Il existe de rares exemplaires Full-Boehm.

## Galerie

Clarinette 10S soprano en si bémol, système Boehm, clétage argenté
Clarinette montée.
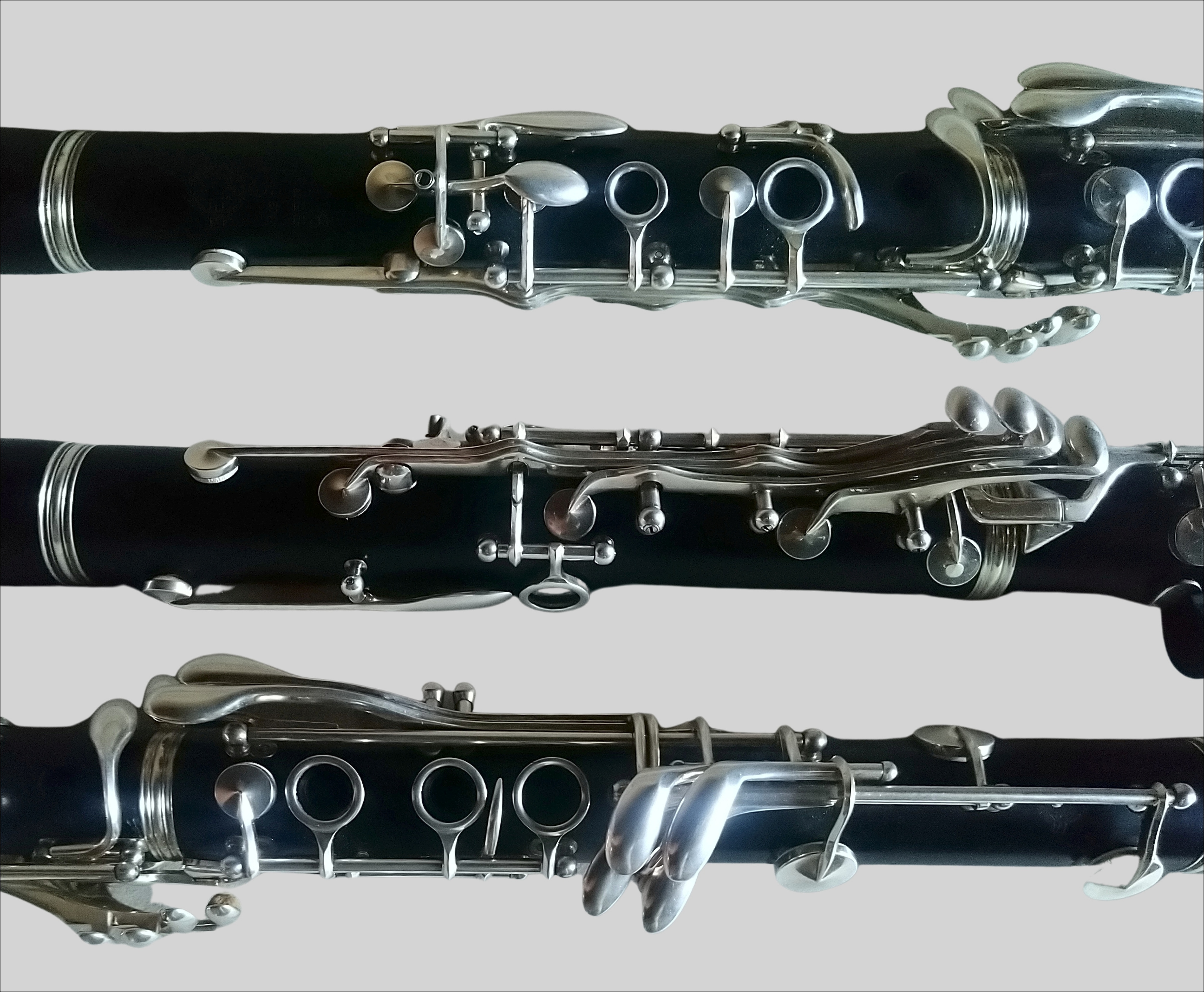
1. corps du haut -   2. clé de douzième - 3. corps du bas

## Années de facture par numéro de série
Le numéro de série est constitué d'une lettre suivi de 4 chiffres gravé sur le corps du haut et le corps du bas. Les modèles de la série 10S disposent des numéros de série suivants par année de production :
- 1977 : Z5200
- 1978 : A1000
- 1980-1981 : Bxxxx
- 1984-1985 : Cxxxx
- 1987 : Dxxxx
- 1988 : Exxxx